# ヒト絨毛性ゴナドトロピン
ヒト絨毛性ゴナドトロピン（ヒトじゅうもうせいゴナドトロピン、英語: Human chorionic gonadotropin、略称: hCG）とは、妊娠中に産生されるホルモンである。

## 概要
ヒト絨毛性ゴナドトロピンは、受胎の直後から胎児の栄養膜合胞体層（胎盤の一部）で作られる。その役割は卵巣にある黄体の分解を防いで、ヒトの妊娠に重要であるプロゲステロンの産生を保たせる。hCGの別の働きに、例えば母児免疫寛容へ影響していると考えられている。早期の妊娠検査はhCGの検出や測定によるものである。
Pregnyl、Follutein、Ovidrelといった薬品（いずれも日本国外での商品名。日本では『ゴナトロピン』など多数）は有効成分に絨毛性ゴナドトロピンを使っている。これらの製剤は排卵を誘発する黄体形成ホルモンの代わりに補助受胎（ART、いわゆる不妊治療）で使われる。

## 構造
hCGは237のアミノ酸からなる36.7kDaの糖タンパク質であり、また、黄体形成ホルモン（LH）、卵胞刺激ホルモン（FSH）、甲状腺刺激ホルモン（TSH）と同一のαサブユニットと独自のβサブユニットからなるヘテロダイマーである。

## 機能
hCGは黄体の保持を促進し、それにホルモンのプロゲステロンを分泌させる。プロゲステロンは子宮の内側を血管で肥厚させ胎児の成長ができるようにする。
LHとFSHとの類似性により、hCGもまた臨床的に卵巣では排卵、そして精巣ではテストステロン産生を誘発することができる。最も豊富な生物学的資源としては妊娠している女性があり、いくつかの団体では妊婦から尿を集めhCGを抽出して不妊治療へ役立てている。
2019年現在、日本で医療用医薬品として認められているHCGモチダ筋注用は、ヒト（妊婦）尿由来のヒト絨毛性性腺刺激ホルモン（Human Chorionic Gonadotrophin）で、その効能・効果は下記の通り。
無排卵症（無月経、無排卵周期症、不妊症）、機能性子宮出血、黄体機能不全症、停留睾丸、造精機能不全による男子不妊症、下垂体性男子性腺機能不全症（類宦官症）、思春期遅発症、妊娠初期の切迫流産、妊娠初期に繰り返される習慣性流産、睾丸・卵巣の機能検査。

## 妊娠検査
妊娠検査ではhCGの血中または尿中レベル計測して受精卵の有無を示す。特に、殆どの妊娠検査ではhCGのβサブユニット（βhCG）に特異的な抗体を用いる。検査で重要なのはhCGがLHやFSHと混乱して擬陽性の出ないことである。（後者の2つは体内で異なったレベルで存在しているのに対し、hCGは妊娠中を除き無視できるレベルである。）尿検査は25～100mIU/mlを検出できるクロマトグラフィーの免疫測定法である。尿はhCGレベルの高い朝の最初の尿でなくてはならない。もし尿の比重が1.015を越えていた場合、尿は薄める。血清検査では2～4mlの静脈血を用い、βhCGを5mIU/mlを検出でき、その濃度を定量可能な放射性免疫測定法（RIA）である。βhCGの定量できることは子宮外妊娠かどうかを見たり、胚細胞腫瘍や栄養膜腫瘍更に流産を監視するのに便利である。
胞状奇胎では胚が存在しないのに高濃度のβhCGが産生されるため、妊娠検査で擬陽性を出す。

## 腫瘍マーカー
βhCGはまた、奇形腫、絨毛がん、膵島細胞腫瘍などのいくつかのがんから分泌される。奇形腫（大抵は精巣と卵巣で見つかるが未分化胚細胞腫として脳でもみられる）を持っている疑いのある患者の場合、外科医はβhCGの測定を考えるだろう。上昇した水準が腫瘍の存在を証明することはできず、低い水準がそれを排除することもない。にもかかわらず、上昇したβhCG水準は順調な治療（例えば外科手術や化学療法）の後に低下し、再発はその水準の上昇により検出される。

## ステロイドとの娯楽利用
hCGは様々な蛋白同化ステロイド（Anabolic Androgenic Steroid, AAS）サイクルと組み合わされてドーピングへ用いられている。AASが男性の体へ入ると、体は自然に負のフィードバックが作動して自らのテストステロンをHPTA（視床下部下垂体甲状腺軸）を通してシャットダウンする。天然のテストステロンに擬態した高レベルのAASの類は脳下垂体へその性腺刺激ホルモン放出ホルモン（GnRH）の産生をシャットダウンする。GnRHがないと下垂体は黄体形成ホルモン（LH）の分泌を停止される。LHは通常、下垂体から血流に乗って精巣へ行きテストステロンの産生と分泌の引き金を引く。LHがないと、精巣はそのテストステロン産生をシャットダウンし、精巣は萎縮する。男性ではhCGはLHに擬態して精巣内のテストステロンの回復・保持を補助する。そのため、hCGは通常、ステロイドサイクル中や後に精巣のサイズ、そして自身のテストステロン産生を保持・回復するために使用される。
2025年3月31日には、北米プロ野球リーグのMLBが、hCGに陽性反応を示したとして、アトランタ・ブレーブスのジュリクソン・プロファー外野手に80試合の出場停止処分が科されたと発表した。